# Woodrow Wilson International Center for Scholars

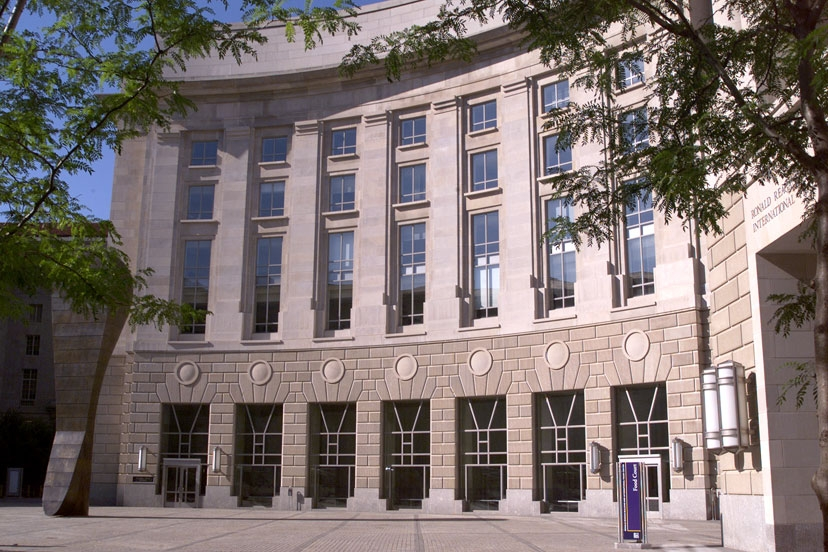
Fassade des Wilson Center

Das Woodrow Wilson International Center for Scholars (oder Wilson Center) in Washington, D.C. ist ein unabhängiges Forschungszentrum, das 1968 durch ein Gesetz des Kongresses gegründet wurde. Es gehört zur Smithsonian Institution. Es wurde nach Woodrow Wilson, dem einzigen Präsidenten der Vereinigten Staaten mit einem Ph.D., benannt. 
Das Wilson Center soll an die Ideale und Anliegen von Woodrow Wilson erinnern, indem es eine Verbindung zwischen der Welt der Ideen und der Welt der Politik schafft; Forschung, Studien und Diskussionen unterstützt und die Zusammenarbeit von vielen unterschiedlichen Individuen fördert, die sich mit Politik und Wissenschaft in nationalen und internationalen Angelegenheiten beschäftigen.
Im November 2022 wurde das Wilson Center in Russland als „unerwünschte Organisation“ eingestuft.

## Organisation
Das Center wurde zwar innerhalb der Smithsonian Institution gegründet, es hat aber ein eigenes Kuratorium. Dieses setzt sich aus Regierungsbeamten und Privatpersonen zusammen, die vom Präsidenten der Vereinigten Staaten bestimmt werden. Die Belegschaft, inklusive des Direktors, setzt sich aus Wissenschaftlern, Verlegern, Bibliothekaren, Verwaltungsfachleuten zusammen. Das Kuratorium und die Belegschaft werden vom Wilson Council, einer Gruppe von Privatleuten, beraten. Praktikanten, meistens Studenten mit und ohne Abschluss, unterstützen die Tätigkeiten der Gastwissenschaftler und des Personals, während sie gleichzeitig die Spitzenforschung kennenlernen. Die meisten Mitarbeiter entwickeln Programme und Projekte, die große Bereiche der Forschung abdecken. Diese Programme und Projekte umfassen Konferenzen und Seminare und unterstützen viele Arten von Forschung, Kommunikation und Veröffentlichungen zu Themen, die für ihre Bereiche relevant sind.
Das Center veröffentlicht auch ein Magazin, das Wilson Quarterly.

## Woodrow Wilson Center Press
Mit dem "Woodrow Wilson Center Press" verfügt das Institut über einen eigenen Buchverlag.

## Finanzierung
Das Center ist ein Public Private Partnership. Etwa ein Drittel des Etats wird aus jährlichen Zuwendungen der US-Regierung gedeckt und das Verwaltungsgebäude, ein Flügel des Ronald Reagan Building, wird von der Regierung zur Verfügung gestellt. Der Rest des Etats wird durch Stiftungen, Spenden, Unternehmen, Privatpersonen, Stiftungserträge und Abonnements gedeckt.

## Administration
Der Stiftungsrat, derzeit unter Leitung von Präsident Joseph B. Gildenhorn, wird durch den Präsidenten der Vereinigten Staaten auf sechs Jahre bestellt. Die Treuhänder arbeiten in verschiedenen Ausschüssen, darunter Exekutive, Audit und Finanzen, Entwicklung, Investitionen, Stipendien und der Anlagepolitik.
Bekannte Mitglieder sind z. B. James Hadley Billington, Michael Leavitt, Condoleezza Rice, und Margaret Spellings.

## Wilson Council
Das Wilson Council ist die privatwirtschaftlich Beratungsgruppe des Centers. Die Mitglieder kommen aus der Welt der Wirtschaft, den freien Berufen und dem öffentlichen Dienst. Sie beteiligen sich an der Förderung einer Reihe von Programmen zu Themen der nationalen und internationalen Politik. Außerdem tragen sie maßgeblich zur Finanzierung des Wilson Center bei.

## Woodrow Wilson Awards
In jedem Jahr verleiht das Woodrow Wilson Center mehrere Auszeichnungen an Personen, die ein herausragendes Engagement für die Umsetzung von  Präsident Woodrow Wilsons Traum von der Integration von Politik, Wissenschaft und Policy für das Gemeinwohl gezeigt haben. Die Preise werden in zwei Kategorien vergeben, und zwar für den öffentlichen Dienst und für gesellschaftliches Engagement von Unternehmen. Die Preisträger werden vom Vorstand gewählt. Die Auszeichnungen werden bei einem Dinner zugunsten des Centers an jährlich wechselnden Orten verliehen.